# ETO Park
L’ETO Park è uno stadio multifunzionale situato a Győr, in Ungheria. L'impianto ospita le partite casalinghe del Győri ETO.

## Storia

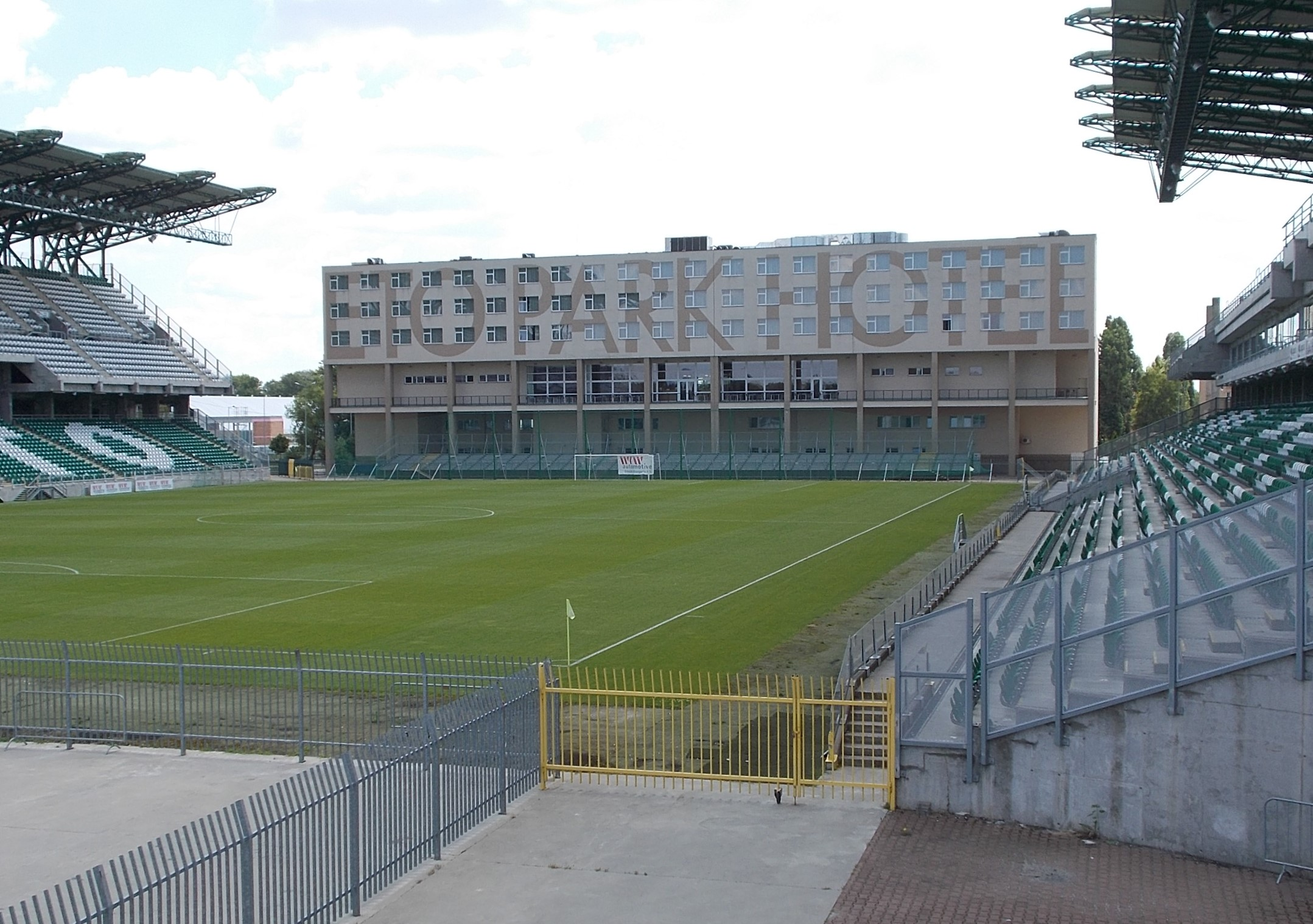
Vista dell'ETO Park Hotel

Lo stadio è stato inaugurato nel 2008 come successore del vecchio Rába ETO Stadion, costruito nel 1977.
Oltre allo stadio, il complesso comprende anche quattro campi d'allenamento (tre in erba naturale e uno sintetico), 2 campi indoor e l'ETO Park Hotel (inaugurato nel 2012).
Nel 2017 ha ospitato le cerimonie di apertura e chiusura del XIV Festival olimpico estivo della gioventù europea.